# Antônio Almeida
Antônio Almeida este un oraș în Piauí (PI), Brazilia. 